# Diamond Bluff (condado de Pierce)
Diamond Bluff es un lugar designado por el censo ubicado en el condado de Pierce en el estado estadounidense de Wisconsin. En el Censo de 2010 tenía una población de 194 habitantes y una densidad poblacional de 42,8 personas por km².

## Geografía
Diamond Bluff se encuentra ubicado en las coordenadas 44°38′56″N 92°37′8″O / 44.64889, -92.61889. Según la Oficina del Censo de los Estados Unidos, Diamond Bluff tiene una superficie total de 4.53 km², de la cual 4.53 km² corresponden a tierra firme y (0%) 0 km² es agua.

## Demografía
Según el censo de 2010, había 194 personas residiendo en Diamond Bluff. La densidad de población era de 42,8 hab./km². De los 194 habitantes, Diamond Bluff estaba compuesto por el 98.97% blancos, el 0% eran afroamericanos, el 0% eran amerindios, el 0% eran asiáticos, el 0% eran isleños del Pacífico, el 0% eran de otras razas y el 1.03% pertenecían a dos o más razas. Del total de la población el 0.52% eran hispanos o latinos de cualquier raza.